# Vi Hart
Pour les articles homonymes, voir Hart.
Victoria Hart (née en 1988), communément connue sous le nom Vi Hart, est une vidéaste et mathématicienne américaine qui se définit elle-même comme "mathémusicienne récréative". Elle est bien connue pour la création de vidéos mathématiques sur YouTube,,. Hart a fondé le groupe de recherche sur la réalité virtuelle eleVR et a co-écrit plusieurs articles de recherche sur la géométrie algorithmique et les mathématiques des origamis,.
En compagnie d'un autre vulgarisateur de mathématiques sur YouTube, Matt Parker, Hart a remporté le prix de la communication 2018 du Joint Policy Board for Mathematics (en) pour ses « vidéos amusantes et stimulantes sur la réflexion et ses vidéos musicales sur YouTube qui expliquent les concepts mathématiques à l'aide de griffonnages ».

## Biographie
Hart est la fille du sculpteur mathématique George W. Hart (en) et elle est diplômée en musique de l'Université Stony Brook. Hart s'identifie comme « agnostique de genre »,,.
La carrière de Hart en tant que vulgarisatrice en mathématiques a débuté en 2010 avec une série de vidéos sur "le griffonnage en classe de mathématiques". Après que ces vidéos de mathématiques récréatives - qui présentaient des sujets comme la dimension fractale - soient devenues populaires, Hart a été présentée dans The New York Times et sur la National Public Radio,, et elle obtient finalement le soutien de la Khan Academy pour réaliser des vidéos pour le site en tant que "mathémusicienne en résidence",. Un grand nombre de vidéos de Hart combinent mathématiques et musique, comme celle sur les « Douze tons », qui a été qualifiée de « délicieusement délirant et profond » par Salon.
En collaboration avec Henry Segerman, Hart a écrit "The Quaternion Group as a Symmetry Group", qui figurait dans l'anthologie The Best Writing on Mathematics 2015.
En 2014, Hart a fondé un groupe de recherche appelé eleVR, avec Emily Eifler et Andrea Hawksley, dans le but de rechercher sur la réalité virtuelle (VR). Ils ont créé des vidéos de réalité virtuelle et ont également collaboré à des jeux informatiques éducatifs,,,,. Ils ont créé le jeu Hypernom, dans lequel le joueur doit manger une partie de 4-polytopes projetées stéréographiquement en 3D et visualisées à l'aide d'un casque de réalité virtuelle,. En juin, le groupe a publié un lecteur vidéo Web open source qui fonctionnait avec Oculus Rift. La même année, Hart a créé avec Nicky Case, un article de blog jouable intitulé Parable of the Polygons (en). Le jeu était basé sur Dynamic Models of Segregation de l’économiste Thomas Schelling,. En mai 2016, eleVR a rejoint Y Combinator Research (YCR) dans le cadre du projet de la communauté de recherche sur l'avancement humain Y Combinator (HARC). Hart figure sur la liste des chercheurs principaux.
Elle participe également à l'événement Gathering 4 Gardner en hommage à Martin Gardner

## Voir également
- Flexagone